# Alouette de Botha
Spizocorys fringillaris
Espèce
Statut de conservation UICN

 EN A2c+3c+4c : En danger
L'Alouette de Botha (Spizocorys fringillaris) est une espèce d'oiseaux. Comme toutes les alouettes elle appartient à la famille des Alaudidae. Cette espèce est endémique d'Afrique du Sud.

## Description
Elle mesure 12 à 13 cm.

## Répartition et habitat
Elle est endémique d'Afrique du Sud. Elle vit dans les prairies, souvent avec un sol d'argile noire, écorégion connue sous le nom de "Prairie humide d'argile de Highveld" (Moist Clay Highveld Grassland).